# 东南斯洛文尼亚统计区
东南斯洛文尼亚统计区，斯洛文尼亚的一个统计区。总面积2,675 km2，总人口139,095，人口密度52人/km2 (2004)。最大城镇为新梅斯托。為斯洛維尼亞面積最大的統計區。